# Jagdgruppe 10
Jagdgruppe 10 - JGr 10 – wyspecjalizowana jednostka lotnicza Luftstreitkräfte z okresu I wojny światowej.
Jagdgruppe była tymczasową grupą bojową składającą się z kilku współpracujących ze sobą eskadr myśliwskich. Jagdgruppe 10 w okresie od jej utworzenia do 6 czerwca 1918 roku składała się z następujących bawarskich eskadr myśliwskich: Jagdstaffel 34 pod dowództwem porucznika Franz Walz, Jagdstaffel 37 pod dowództwem por. Gustawa Goberta i Jagdstaffel 77 pod dowództwem por. Waltera Ewersa. Grupa działała w sektorze 2 Armii. Po 6 czerwca 1918 roku Jagdstaffel 77 została wyłączona z JGr 10.  Grupa zakończyła działalność 30 lipca. 